# Теория драйверов Тайби Кэлера
Теория драйверов Тайби Кэлера (англ. Kahler’s drivers theory)— модель в трансактном анализе, впервые описанная Тайби Кэлером в 1974 году в статье «Минисценарий» (англ. «The Miniscript»). Теория базируется на выделении пяти доминирующих контрприказаний, называемых драйверами, которые существенно влияют на поведенческий сценарий. Она тесно связана с другими тезисами сторонников этой модели, в том числе с так называемой теорией О’кейности Томаса Харриса, описанной в его книге «Я О’Кей — Ты О’Кей» (англ. «I’m OK – You're OK»).

## Сценарные послания
В теории сценария жизни есть понятие сценарных посланий. Они могут передаваться вербально, невербально или и тем, и другим способом одновременно. Причем в любом случае они могут содержать элементы копирования. Вербальные послания могут формироваться в форме приказаний или оценок (оценочных определений).
До того, как ребёнок начинает говорить, он интерпретирует послания других людей в форме невербальных сигналов когда ребёнок начинает понимать язык, невербальные коммуникации продолжают оставаться важным компонентом сценарных посланий.
Вербальные сценарные послания могут передаваться в форме прямых указаний (приказов): «Не мешай мне! Делай, что тебе говорят! Быстрей! Не капризничай! Если вначале у тебя что-то не получается, пытайся ещё и ещё!». Не менее распространенными являются оценочные послания: «Ты слабый!», «Мой маленький мальчик!», «Ты провалишься!», «Ты хорошо считаешь!». Содержание приказов может быть позитивным или негативным, и их сила, как сценарных посланий, будет зависеть от сопровождающих их невербальных сигналов.
Иногда оценки могут передаваться косвенным образом, например, когда родитель говорит с кем-то о своем ребёнке в его присутствии или зная, что это станет известно ребёнку. «Это — спокойный ребёнок», «Она беспокоит нас, потому что очень капризная». Подобные косвенные оценки ребёнок скорее всего воспримет как сильные сценарные послания, так как считает, что именно родители определяют реальность. Когда ребёнок слышит, как его родители говорят о нём с другими людьми, он принимает это как должное и считает сказанное неоспоримым фактом.
Помимо этого, существуют так называемые контрприказания, которые состоят из приказов (команд) о том, что надо или, наоборот, не надо делать, а также суждений о людях и жизни. Они формируют контрсценарий, который большую часть времени используется в позитивном плане, например, когда мы заботимся о себе и комфортно чувствуем себя в обществе: здесь заложена информация о том, что не стоит за столом бросаться едой или опускать руки в кипяток. Тем не менее многие люди имеют в контрсценарии ряд посланий, которые они решили использовать в негативном плане.

## Драйверы
Особую роль в контрсценарии имеют 5 приказаний: «Будь лучшим!», «Будь сильным!», «Старайся!», «Радуй других!», «Торопись!». Эти послания получили название драйверов. Термин «Драйвер» используется потому, что ребёнок чувствует необходимость следовать этим приказаниям. Он считает, что до тех пор, пока он следует драйверу, он о’кей. Согласно теории, все люди имеют в своих контрсценариях эти пять посланий, хотя и в различной пропорции.

### «Будь лучшим» (англ.Be perfect)
Находясь под влиянием этого драйвера, человек стремится к совершенству или ожидает того же от окружающих. Он обладает высокой мотивацией достижения, но никогда не бывает удовлетворен достигнутым. Может использовать высокопарные слова и гиперболы, рассказывать больше, чем его просят рассказать. Считает, что должен предоставить более обширную информацию, чтобы люди поняли его посыл во всех тонкостях. Человек говорит из состояния, в котором, если он не совершенен, он плохой (не о’кей). Педантичная гусеница в «Алисе в стране чудес», которая требовала совершенной грамматики, символизирует «Be perfect». В детстве вместо поощрения и признания их успехов люди с этим драйвером постоянно слышали от родителей: «Ты мог бы выполнить задание гораздо аккуратней! Ты должен получать только отличные оценки! Всегда стремись быть лучшим!».

### «Торопись» (англ.Hurry up)
Драйвер «Торопись» предписывает делать все быстрее, торопливо говорить и двигаться. Под влиянием этого драйвера человек верит, что он должен делать все «прямо сейчас». Он может перебивать людей и таким образом «спешить» закончить разговор, часто смотреть на часы, совершать невротические движения руками. Когда он требует от других спешить, он находится под влиянием своих контрпредписаний. Это предписание символизировано Белым кроликом из сказки «Алиса в стране чудес», который настаивает: «Я опаздываю, опаздываю, к очень важному событию!». И Алисе нужно торопиться, чтобы поймать его. Такие люди создают вокруг себя эмоциональное поле тревоги, раздражения, спешки, гонки. Им нестерпима тишина, расслабленность отдыха. В то же время они берут на себя много ответственности и полномочий, многое успевают сделать — но чаще всего ценой своего физического и эмоционального здоровья. Их любимая фраза: «Мне ни на что не хватает времени».

### «Старайся изо всех сил» (англ.Try Hard)
«Важен именно процесс! Всегда старайся изо всех сил, если надо — надрывайся». Глубинная установка, что жизнь — это непрерывная борьба за выживание. Носителя этого драйвера отличает высокий уровень напряжённости. «Настоящий результат можно получить, только затратив много усилий, иначе не бывает» — нелегкое, но однозначное предписание, полученное им в детстве. Взрослые призывали их всегда во всех делах прикладывать усилия, стараться, лезть из кожи вон. На первый взгляд предписание кажется положительным, но у таких людей тяжелый процесс достижения, по сути, подменяет результат. Они много, но малоэффективно работают, стараются, но часто впустую. Они никогда не удовлетворены результатом. Человек может не отвечать на вопросы напрямую, повторять их, резко замолкать, уводить диалог в сторону, или постоянно говорить «Мне тяжело», или «Я не знаю» (хотя, на самом деле, он знает). Пример опасности драйвера «Try hard» — поведение, когда человек попадает в зыбучие пески. Если он борется (старается), он утонет. Если он движется медленно и задумчиво, он выйдет на безопасную территорию.

### «Радуй других» (англ.Please others)
«Нравься людям, будь мил и услужлив». Люди, управляемые этим драйвером, очень восприимчивы к словам, поступкам, настроениям, реакциям других. Они чувствительны, ранимы, угодливы, миролюбивы и стремятся сохранять добрые отношения с окружающими любой ценой. Их отличает повышенное и трепетное внимание к знакомым, коллегам, друзьям, чужие интересы и потребности порой становятся важнее собственных. Они боятся навлечь на себя негодование, внезапно и неожиданно спровоцировать спор и конфликт, стремятся загладить и смягчить любые разногласия — даже ценой личного поражения. Они не готовы убедительно аргументировать свою позицию, продвигать свои предложения — особенно если те идут вразрез с общепринятыми. С детства такие люди усваивают ясные родительские посылы: «никогда не огорчай бабушку, помоги сестре, порадуй маму, доставь удовольствие родителям». Привыкнув скрывать и подавлять собственные желания, они думают в первую очередь о прихотях окружающих. В коллективах они становятся миротворцами, «жилетками для слез», незаменимыми и всегда доброжелательно ко всем настроенными филантропами. Им свойственно искать одобрения и часто извиняться.

### «Будь сильным» (англ.Be strong)
«Будь сильным и выносливым, умей терпеть». Как правило, этот драйвер возникает в семьях, где принято строгое, суровое воспитание. Слова, которые ребёнок слышит от взрослых в ответ на свои переживания — будь то боль, страх или печаль, это: «настоящие мужчины не плачут», «стыдно расстраиваться, ты ведь сильный (сильная)!». Вырастая, дети привыкают скрывать свои истинные эмоции под непроницаемой маской. Они прячут от окружающего мира их слабости, страдания, сомнения, говорят монотонно, не показывают восторг или разочарование. Людям с этим драйвером не свойственны жалобы на сложность работы, они молча её выполняют. Они привыкли демонстрировать уравновешенность, твердость и силу, не обращать внимания на собственные эмоции. Как спартанские воины, которых с ранних лет учили, что чувства — это слабость, а мужчина должен быть сильным.
Так же Тайби Кэлером была создана методика, которая применяется для выявления внутренних процессов, которые заставляют действовать человека определённым образом. Предлагаемый тест содержит 25 утверждений, на которые нужно ответить (Да; Иногда; Нет).

## Критика
Американский психотерапевт Шепард Геллерт в 1975 году опубликовал статью с критикой подхода Кэлера. Он утверждал, что драйверы не являются частью контрсценария, а лишь отражают возможные действия ребёнка в период самоактуализации. Также критике подверглась слишком жёсткая система теории. По мнению Геллерта, существует гораздо больше, чем 5 драйверов, следовательно, теория Кэлера сомнительна, нерепрезентативна и не может быть использована как всеобъемлющая.
Известные психоаналитики и терапевты Роберт и Мэри Гулдинг продолжили работу над теорией Кэлера. Они выработали систему из 12 предписаний — сообщений от родительского эго-состояния «Ребенок», передаваемых изнутри обстоятельств собственных родительских недугов: несчастья, беспокойства, гнева, растерянности, тайных желаний. Важно помнить, что названия приказаний являются лишь вербальным обозначением, условно принятым для удобства анализа сценария. На самом деле приказания передаются ребёнку в основном невербально. Основной список: Не делай. Не будь. Не сближайся. Не будь значимым. Не будь ребёнком. Не взрослей. Не добейся успеха. Не будь собой. Не будь нормальным. Не будь здоровым. Не принадлежи. На их основе Мэри добавляет к Кэлеровскому списку обратное предписание, парное предписанию «Не будь»: «Будь осторожен».
В 1989 году Джозеф Хазелл опубликовал статью «Драйверы, как проводники реакции на стресс» (англ. Drivers as Mediators of Stress Response). Он предложил решение проблемы с формулировкой драйвера «Помогай другим» (англ. Please Others) с помощью структуры «Будь помогающим» (англ. Be pleasing), не важно для себя или для окружающих. Также он считал, что у драйверов может быть положительный посыл. Если, например, заменить название «Будь идеален» на «Будь прав», то цель сразу становится достижимой. Он выдвинул теорию, что все драйверы появляются как попытка получения недостающих эмоций и избегания травмирующих. «Радуй других» — это негласная просьба о любви и безоговорочном принятии и избегание чувств отвергнутости и одиночества. «Будь лучшим» — об уважении и признании вместо чувства стыда за ошибки. «Будь сильным» — о безопасности (через овладение контролем над эмоциями) вместо уязвимости и зависимости от других. «Торопись» — о получении удовольствий и благ здесь и сейчас, вместо упущенных времени и ресурсов. «Старайся» — о получении награды за выполнение сложных задач, вместо разочарования и контроля со стороны более успешных людей.
Кристина Шевалье в статье «Справиться с кризисом в Организации» (англ. Dealing with Crises in Organizations) доказывает применимость теории в антикризисном менеджменте. В случае кризиса человеку необходимо восстановить своё состояние O’кей и работать из него. В первую очередь необходимо вернуться на позицию силы и действовать вне позиции жертвы. Также руководители не должны чувствовать, что они изолированы от своих сотрудников и одиноки. Выход из кризиса — это командная работа. Поэтому, по мнению автора, необходимо прорабатывать подобные ситуации заранее с помощью психологических консультантов.
Дэвид Джонсон в 1997 году в своей статье описал теорию влияния драйверов на стиль руководства человека.
Кейс Тьютор в 2008 году написал нашумевшую работу. В его статье утверждается, что необходимо выделить шестой драйвер — «Возьми это», чтобы объяснить определённую агрессивную поисковую деятельность как на внутреннем, так и на межличностном уровнях. По мнению автора, с точки зрения социальной психологии сообщение «Возьми это» помогает объяснить, почему так называемые передовые общества забирают ресурсы из развивающегося мира (минералы, нефть, людей), а затем сбрасывают побочные продукты и отходы производства и потребления на те же страны. Этим драйвером он объясняет и политику изоляционизма США.